# Baia Sprie
Baia Sprie is een stad (oraș) in het Roemeense district Maramureș. De stad telt 16.626 inwoners (2002).